# Корнєв Артем Ігорович
Арте́м І́горович Ко́рнєв (12 травня 1991 — 29 жовтня 2014) — старший матрос 1-го окремого батальйону морської піхоти Військово-Морських Сил Збройних Сил України, учасник російсько-української війни.

## Життєпис
Народився в селі Розівка Чернігівського району, у сім'ї залізничника. 2008-го закінчив Пологівську ЗОШ № 3, 2009 року — Мелітопольський професійний ліцей залізничного транспорту. З 2009 року служив за контрактом, 1-й окремий батальйон морської піхоти, який після окупації Криму російськими військами був передислокований до міста Миколаїв. У зоні бойових дій перебував у складі зведеного загону ВМС України.
29 жовтня 2014-го близько 13-ї години російські збройні формування обстріляли Талаківку, зі 152-мм артилерії та РСЗВ «Град». Удари прийшлися по позиціях військовиків та житловому сектору. Снарядами з «Градів» накрило бронемашину морських піхотинців, яка внаслідок цього вибухнула. Артем втратив обидві ноги, у вкрай важкому стані доставлений до маріупольської лікарні, де помер. Смертельних поранень зазнав майор Юрій Загребельний.
Залишились батьки та брат Дмитро.
Похований у місті Пологи.

## Нагороди
За особисту мужність і героїзм, виявлені у захисті державного суверенітету та територіальної цілісності України, вірність військовій присязі під час російсько-української війни, відзначений — нагороджений
- 15 березня 2015 року — орденом «За мужність» III ступеня (посмертно)[1]